# Tatort: Der schwedische Freund
Der schwedische Freund ist ein Fernsehfilm aus der Krimireihe Tatort und wurde am 26. März 2006 auf Das Erste erstgesendet. Es war der neunte Fall der Konstanzer Ermittlerin Klara Blum (Eva Mattes), die zum fünften Mal mit ihrem Kollegen Kai Perlmann (Sebastian Bezzel) zusammenarbeitete.

## Handlung
In einem Park wird die Leiche eines Mannes gefunden. Der Hotelbesitzer Stefan Neubarth hatte ihn entdeckt und identifiziert ihn als einen Gast seines Hotels. Laut Pass ist es Alvin Kvist, ein schwedischer Staatsbürger, weshalb die mit dem Fall betraute Hauptkommissarin Klara Blum Amtshilfe aus Schweden anfordert. Kurz darauf trifft Bo Johansson aus Stockholm ein, um die Konstanzer Ermittler zu unterstützen. Er identifiziert den Toten als den bekannten schwedischen Industriellen Kjell Sunderström.
Bei den Ermittlungen stellt sich heraus, dass der Ermordete einst selbst im Verdacht gestanden hat, einen jungen Mann getötet zu haben, ein entsprechendes Verfahren jedoch aufgrund mangelnder Beweise gar nicht erst eröffnet wurde. Arne Holm, so hieß das Opfer, war ausgerechnet der Freund von Gret Weißtaschl, der Tochter von Johansson, die heute mit ihrer Familie in Konstanz wohnt. Arne Holm war seinerzeit mit Sunderströms Tochter Amelie zusammen. Als er sie wegen Gret verließ, stürzte sie sich von einer Brücke in den Tod. Seitdem verfolgte der Industrielle auch Gret Weißtaschl mit seinem Hass. 
Aufgrund von Widersprüchen, in die sich Vater und Tochter verstricken, und durch den Umstand, dass Johansson nicht von Anfang an ehrlich zu ihr war, fällt es Klara Blum zunehmend schwerer, das Vertrauen in den ihr anfangs sehr sympathischen schwedischen Kollegen zu behalten. Außerdem wird bekannt, dass er wegen illegaler Ermittlungen aus dem Polizeidienst entlassen wurde und die schwedische Polizei nichts davon wusste, dass Amtshilfe aus Deutschland angefordert wurde. Johansson wird daraufhin in Gewahrsam genommen.
Kjell Sunderström, einer der reichsten Schweden überhaupt, war dafür bekannt, dass er stets große Mengen von Bargeld mit sich führte, auch um nicht allzu viele Spuren zu hinterlassen. Bei dem Ermordeten konnte jedoch kein Geld sichergestellt werden. So müssen Blum und Perlmann auch einen Raubmord in Erwägung ziehen. Bei ihren Ermittlungen in diese Richtung stoßen sie auf Rita Künzle, die an Kunden, denen die Bank keinen Kredit mehr gewährt, Geld zu horrenden Zinsen verleiht. 
Dabei stellt sich heraus, dass Stefan Neubarth, der Hotelbesitzer, der Sunderströms Leiche angeblich gefunden haben will, Rita Künzle an die 200.000 Euro schuldet und mit Zinsen in Höhe von 30.000 Euro im Rückstand ist. Neubarth, der mitbekam, dass sein Gast extrem viel Geld bei sich hatte, drang daraufhin nachts in sein Zimmer ein, konnte das Geld aber nicht finden. Als Rita Künzle weiter Druck auf ihn ausübte, dass er die aufgelaufenen Zinsen entweder binnen 24 Stunden zu zahlen habe oder ihr sein Hotel überschreiben müsse, fasste er den Entschluss, Sunderström umzubringen, um so an dessen Geld zu kommen. Von Klara Blum überführt, redet er sich seine Tat noch schön, dass er damit ja auch einer Mutter von zwei Kindern das Leben gerettet habe. 
Bo Johansson verabschiedet sich von seiner Tochter, seinem Schwiegersohn und seinen zwei Enkelinnen und kehrt zurück nach Schweden. Auf der Brücke steht Klara Blum und schaut ihm sinnend nach.

## Produktionsnotizen und Quote
Es ist eine Produktion des Südwestrundfunks (SWR). Bei der Erstausstrahlung im Programm Das Erste am 26. März 2006 verfolgten 8,19 Mio. Zuschauer die Sendung, was einem Marktanteil von 22,2 % entspricht.

## Kritiken
TV Spielfilm zieht das Fazit: „Nach mäßigem Start gibt’s gute Wendungen.“ prisma.de urteilt: „Der vorwiegend auf TV-Serien spezialisierte Regisseur Uli Möller ("Holiday Affair", "Mörder in Weiß - Der Tod lauert im OP") drehte diesen Konstanzer Fall, der zwar ein wenig zäh und zahm beginnt, nach und nach aber durchaus spannend wird. Das Drehbuch lieferte einmal mehr der renommierte Autor und Grimme-Preisträger Fred Breinersdorfer ("Die Hoffnung stirbt zuletzt", "Sophie Scholl - Die letzten Tage"), der jedoch mit dem Ergebnis derart unzufrieden war, dass er seinen Namen zurückzog und sein Pseudonym W. Anders verwendete.“